# Saurenchelys fierasfer
Saurenchelys fierasfer е вид змиорка от семейство Nettastomatidae. Видът не е застрашен от изчезване.

## Разпространение и местообитание
Разпространен е в Китай, Малайзия, Провинции в КНР, Тайван, Филипини и Япония.
Обитава океани и морета в райони с тропически климат. Среща се на дълбочина от 100 до 300 m.

## Описание
На дължина достигат до 50 cm.